# ガイヤース
ガイヤース（Ghaiyyath）は、アイルランド生産、イギリス調教の競走馬。主な勝ち鞍は2019年のバーデン大賞(GI)、2020年のコロネーションカップ(GI)、エクリプスステークス（G1）、インターナショナルステークス（G1）。2020年のワールド・ベスト・レースホース・ランキング1位、カルティエ賞年度代表馬。

## 馬名
馬名のアラビア語表記は غياث（母音記号付：غَيَّاث, GhayyāthもしくはGhaiyāth, ガイヤース）で意味は「多大なる救援を与える者、大いに助ける者、数多くの助力を行う者、他者を苦しみ・悩みからよく助けてあげる存在」。

## 戦績
2015年4月19日にアイルランドで誕生。同年11月のゴフス社当歳馬セールに上場され、ゴドルフィンの最高経営責任者（当時）であるジョン・ファーガソンによって110万ユーロで落札された。
2017年9月にデビュー。初戦は3着に敗れたが、2戦目を5馬身差の圧勝で初勝利を挙げると、3戦目のオータムステークスも制して重賞初勝利を挙げる。この時点でチャーリー・アップルビー厩舎の2歳世代の一番馬と目されるようになり、翌2018年はゴドルフィンの悲願である英ダービー制覇に向けて英2000ギニーかダンテステークスから始動するプランが組まれていた。
しかし、故障により3歳春のクラシックシーズンは棒に振ることになった。同年9月のプランスドランジュ賞がシーズン初出走となったが、ブランクを感じさせずに重賞2勝目を挙げる。しかし、結局3歳時はこの一戦のみとなった。
2019年は始動戦のアルクール賞を完勝。次戦のガネー賞では初のG1挑戦ながら1番人気に推されたが、実力馬ヴァルトガイストから4馬身半差の3着に敗れた。休養を挟んで出走したバーデン大賞で2着に14馬身差を付ける圧勝劇を演じ、G1初制覇を飾った。この衝撃の走りに対して、騎乗したウィリアム・ビュイックは「彼はモンスターだ。真のモンスターだよ」と最大限の賛辞を送った。
ビュイックは次走の第98回凱旋門賞についても、「エネイブルは強敵ですが、ストレスなく先手を取れるようならチャンピオンになれると思います」と自信を示していた。しかし、当日は大外12番ゲートから積極果敢に逃げたが、直線では大きく後退し、10着に沈んだ。アップルビー師は春のガネー賞の敗戦も踏まえて「彼にとってはもう少しレース間隔が空いた方が良いということだろう」と述べ、翌春のドバイ開催まで休養に入ることになった。
2019年ワールド・ベスト・レースホース・ランキングで5位にランクインした。
明け5歳となった2020年は2月のドバイミレニアムステークスで復帰し勝利を収める。その後はイギリスに戻り、コロネーションカップ、エクリプスステークス、インターナショナルステークスを逃げ切り、G1競走3連勝を達成した。
G1競走4連勝を狙った9月のアイリッシュチャンピオンステークスでも逃げの手を打つも、マジカルにかわされ2着に敗れた。その後、凱旋門賞を回避し、チャンピオンステークスやブリーダーズカップ・ターフへの参戦を検討していたが、10月19日にゴドルフィンから現役引退が発表された。引退後はアイルランドのキルダンガンスタッドで種牡馬入りする。
インターナショナルステークスのレーティングが130となり、2020年のワールド・ベスト・レースホース・ランキング1位となった。

### 競走成績
以下の内容は、Racing Postの情報に基づく。
| 出走日     | 競馬場           | 競走名               | 格 | 距離    | 着順 | 騎手         | 着差     | 1着（2着）馬         |
| ---------- | ---------------- | -------------------- | -- | ------- | ---- | ------------ | -------- | -------------------- |
| 2017.09.15 | ドンカスター     | 未勝利               |    | 芝8f    | 3着  | J.ドイル     | 5馬身1/4 | Blue Laureate        |
| 0000.09.28 | ニューマーケット | 未勝利               |    | 芝8f    | 1着  | J.ドイル     | 5馬身    | （Proschema）        |
| 0000.10.14 | ニューマーケット | オータムS            | G3 | 芝8f    | 1着  | W.ビュイック | 1馬身3/4 | （Dream Today）      |
| 2018.09.22 | パリロンシャン   | プランスドランジュ賞 | G3 | 芝2000m | 1着  | W.ビュイック | 3馬身    | （Sacred Life）      |
| 2019.04.07 | パリロンシャン   | アルクール賞         | G2 | 芝2000m | 1着  | W.ビュイック | 3馬身    | （Soleil Marin）     |
| 0000.04.28 | パリロンシャン   | ガネー賞             | G1 | 芝2100m | 3着  | W.ビュイック | 4馬身1/2 | Waldgeist            |
| 0000.09.01 | バーデンバーデン | バーデン大賞         | G1 | 芝2400m | 1着  | W.ビュイック | 14馬身   | （Donjah）           |
| 0000.10.06 | パリロンシャン   | 凱旋門賞             | G1 | 芝2400m | 10着 | W.ビュイック | 33馬身   | Waldgeist            |
| 2020.02.20 | メイダン         | ドバイミレニアムS    | G3 | 芝2000m | 1着  | W.ビュイック | 8馬身1/2 | （Spotify）          |
| 0000.06.05 | ニューマーケット | コロネーションC      | G1 | 芝2400m | 1着  | W.ビュイック | 2馬身1/2 | （Anthony Van Dyck） |
| 0000.07.05 | サンダウン       | エクリプスS          | G1 | 芝2000m | 1着  | W.ビュイック | 2馬身1/4 | （Enable）           |
| 0000.08.19 | ヨーク           | 英国際S              | G1 | 芝2100m | 1着  | W.ビュイック | 3馬身    | （Magical）          |
| 0000.09.12 | レパーズタウン   | 愛チャンピオンS      | G1 | 芝2100m | 2着  | W.ビュイック | 3/4馬身  | Magical              |

## 種牡馬時代
2021年からアイルランドのキルダンガンスタッドでスタッドインした。同年のシーズンオフからは、オーストラリアでもシャトル種牡馬として繋養される。種付け料は2万7500豪ドル。

## 血統表
| ガイヤースの血統      | ガイヤースの血統                                    | ガイヤースの血統                                    | （血統表の出典）                                    | （血統表の出典）    |
| 父系                  | ミスタープロスペクター系                            | ミスタープロスペクター系                            | ミスタープロスペクター系                            | [ § 2 ]             |
| 父 Dubawi 2002 鹿毛   | 父の父Dubai Millenium 1996 鹿毛                     | Seeking the Gold                                    | Mr. Prospector                                      | Mr. Prospector      |
| 父 Dubawi 2002 鹿毛   | 父の父Dubai Millenium 1996 鹿毛                     | Seeking the Gold                                    | Con Game                                            |                     |
| 父 Dubawi 2002 鹿毛   | 父の父Dubai Millenium 1996 鹿毛                     | Colorado Dancer                                     | Shareef Dancer                                      | Shareef Dancer      |
| 父 Dubawi 2002 鹿毛   | 父の父Dubai Millenium 1996 鹿毛                     | Colorado Dancer                                     | Fall Aspen                                          |                     |
| 父 Dubawi 2002 鹿毛   | 父の母Zomaradah 1995 黒鹿毛                         | Deploy                                              | Shirley Heights                                     | Shirley Heights     |
| 父 Dubawi 2002 鹿毛   | 父の母Zomaradah 1995 黒鹿毛                         | Deploy                                              | Slightly Dangerous                                  |                     |
| 父 Dubawi 2002 鹿毛   | 父の母Zomaradah 1995 黒鹿毛                         | Jawaher                                             | *ダンシングブレーヴ                                 | *ダンシングブレーヴ |
| 父 Dubawi 2002 鹿毛   | 父の母Zomaradah 1995 黒鹿毛                         | Jawaher                                             | High Tern                                           |                     |
| 母 Nightime 2003 栗毛 | 母の父Galileo 1998 鹿毛                             | Sadler's Wells                                      | Northern Dancer                                     | Northern Dancer     |
| 母 Nightime 2003 栗毛 | 母の父Galileo 1998 鹿毛                             | Sadler's Wells                                      | Fairy Bridge                                        |                     |
| 母 Nightime 2003 栗毛 | 母の父Galileo 1998 鹿毛                             | Urban Sea                                           | Miswaki                                             | Miswaki             |
| 母 Nightime 2003 栗毛 | 母の父Galileo 1998 鹿毛                             | Urban Sea                                           | Allegretta                                          |                     |
| 母 Nightime 2003 栗毛 | 母の母Caumshinaun 1997 栗毛                         | Indian Ridge                                        | Ahonoora                                            | Ahonoora            |
| 母 Nightime 2003 栗毛 | 母の母Caumshinaun 1997 栗毛                         | Indian Ridge                                        | Hillbrow                                            |                     |
| 母 Nightime 2003 栗毛 | 母の母Caumshinaun 1997 栗毛                         | Ridge Pool                                          | Bluebird                                            | Bluebird            |
| 母 Nightime 2003 栗毛 | 母の母Caumshinaun 1997 栗毛                         | Ridge Pool                                          | Casting Couch                                       |                     |
| 母系(F-No.)           | 20号族(FN:20-c)                                     | 20号族(FN:20-c)                                     | 20号族(FN:20-c)                                     | [ § 3 ]             |
| 5代内の近親交配       | Northern Dancer5×4＝9.38%、Mr. Prospector4×5＝9.38% | Northern Dancer5×4＝9.38%、Mr. Prospector4×5＝9.38% | Northern Dancer5×4＝9.38%、Mr. Prospector4×5＝9.38% | [ § 4 ]             |
| 出典                  | 1. 2. 3. 4.                                         | 1. 2. 3. 4.                                         | 1. 2. 3. 4.                                         | 1. 2. 3. 4.         |

- 母ナイタイム（英語版）は2006年の愛1000ギニー勝ち馬[15]。
- 半姉ジューコワ（Zhukova、父ファストネットロック）はマンノウォーステークスの勝ち馬[16]。